# دوبوردیو
دوبوردیو (فرانسوی: Dubourdieu‎) دوچرخه‌سوار اهل فرانسه بود. وی در بازی‌های المپیک تابستانی ۱۹۰۰ شرکت کرده است.